# 黎明 (政党)
黎明（斯洛伐克语：Úsvit）是斯洛伐克的一个共产主义政党。该党成立于2005年5月，分裂自斯洛伐克共产党。该党的领导人是Ivan Hopta。该党出版杂志《黎明》，这似乎是该党唯一的活动。该党的主要活动基地是东斯洛伐克的胡门内，Ivan Hopta住在那里。该党被认为是一个正统共产主义政党。2021年，该党有119名成员。